# بوب وود (سياسي)
بوب وود هو سياسي كندي، ولد في 11 مارس 1940 في أيرز كليف في كندا. حزبياً، نشط في الحزب الليبرالي الكندي. وقد انتخب عضو مجلس العموم الكندي.